# American Pie Presents: Girls' Rules
American Pie Presents: Girls' Rules è un film del 2020 diretto da Mike Elliott.
Film commedia statunitense, prodotto dalla Universal Pictures, che ha come protagonisti Madison Pettis, Lizze Broadway, Piper Curda e Natasha Behnam.
Il film rappresenta il nono capitolo della saga di American Pie, ed il quinto della serie spin-off American Pie Presenta, che si discosta dalla quadrilogia originale. Diversamente dai capitoli precedenti, il film presenta un cast tutto al femminile, formato dalla cugina di Steve Stifler Stephanie, e dalle sue amiche Annie, Kayla e Michelle.
È l'unico film della saga in cui non appare Noah Levenstein (interpretato da Eugene Levy), presente negli otto capitoli precedenti.

## Trama
Quattro amiche, all'ultimo anno nel liceo East Great Falls, affrontano varie situazioni. Annie Watson cerca di perdere la propria verginità con il suo ragazzo, Stephanie Stifler (cugina di Steve Stifler) impegnata come giocatrice di lacrosse, tenta di mandare in pensione il preside con alcuni giochi sadici, Kayla teme il tradimento dal suo ragazzo Tim e Michelle è un'esperta di sexy toys.
La quiete viene smossa quando arriva a scuola Grant, un ragazzo di bell'aspetto da cui le quattro amiche ben presto si renderanno conto di essere attratte.

## Produzione
Dopo il successo dell'ottavo capitolo della saga, American Pie presenta: Il manuale del sesso del 2009, viene assunto David H. Steinberg per stilare la sceneggiatura del nono capitolo, intitolato American Pie Presents: East Great Falls, con la trama che avrebbe visto quattro studenti innamorarsi della stessa ragazza. Tuttavia, nel 2017 gli Universal Studios assunsero nuovi sceneggiatori che cambiarono la prospettiva maschile dei protagonisti, con quella femminile.

## Distribuzione
Il film è stato distribuito il 6 ottobre 2020 negli Stati Uniti d'America in streaming sulla piattaforma Netflix. Il 7 settembre 2021 è uscita la versione in blu-ray.

## Accoglienza

### Critica
Il film è stato accolto negativamente dalla critica cinematografica, l'aggregatore di recensioni Rotten Tomatoes riporta una percentuale di approvazione del 30% su 10 recensioni.

## Riconoscimenti
- 2022 – Guild of Music Supervisors Awards
  - Candidatura alla migliore supervisione musicale per un film per la televisione a Nicki Richards[6]